# CR Khemis Zemamra
O Renaissance Zemamra é um clube de futebol marroquino que joga atualmente no Botola. O clube está localizado na cidade de Zemamra. O clube terminou em primeiro lugar no Botola 2 de 2018-19, o que levou à promoção à primeira divisão.

## História
O clube foi fundado em 1977.

## Títulos
| NACIONAIS | NACIONAIS  | NACIONAIS | NACIONAIS  |
|           | Competição | Títulos   | Temporadas |
| --------- | ---------- | --------- | ---------- |
| Marrocos  | Botola 2   | 1         | 2018-19.   |